# 布萊斯谷 (英國國會選區)
布萊斯河谷（英語：Blyth Valley），英國國會一郡選區，位於英格蘭諾森伯蘭郡布萊斯河谷。設於1950年，時稱布萊斯。1983年易名。
這裡一直支持工黨的候選人。在2010年大選中，1987年起任議員的羅尼·坎貝爾以44.5%選票勝出該區連任成功。